# Prix Goncourt de la poésie
Pour les articles homonymes, voir Goncourt.
Le prix Goncourt de la poésie, dit aussi Goncourt de la poésie et anciennement nommé « bourse Goncourt de la poésie », est un prix littéraire décerné chaque année par l'académie Goncourt en marge du prix Goncourt. Il a été institué en 1985 grâce au legs d'Adrien Bertrand (prix Goncourt en 1914) et s'appelait bourse Goncourt de poésie-Adrien Bertrand. Ce prix est décerné à un poète pour l'ensemble de son œuvre et non pour un recueil ou un ouvrage en particulier, contrairement au prix principal et aux autres prix Goncourt. En 2012, le prix prend le nom de prix Goncourt de la poésie-Robert Sabatier. La dotation est de 6 000 euros.

## Liste des lauréats
Les lauréats de la bourse puis du prix Goncourt de la poésie sont :

### Années 1980
- 1985 : Claude Roy[1]
- 1986 : Bourse reportée à l'année suivante[4]
- 1987 : Yves Bonnefoy[5]
- 1988 : Guillevic[6]
- 1989 : Alain Bosquet[1]

### Années 1990
- 1990 : Charles Le Quintrec[1]
- 1991 : Jean-Claude Renard[1]
- 1992 : Georges-Emmanuel Clancier[1]
- 1993 : Bourse non attribuée[1]
- 1994 : Bourse non attribuée[1]
- 1995 : Lionel Ray[1]
- 1996 : André Velter[1]
- 1997 : Maurice Chappaz[1]
- 1998 : Loránd Gáspár[1]
- 1999 : Jacques Réda[1]

### Années 2000
- 2000 : Liliane Wouters[1]
- 2001 : Claude Esteban[1]
- 2002 : Andrée Chedid[1]
- 2003 : Philippe Jaccottet[1]
- 2004 : Jacques Chessex[1]
- 2005 : Charles Dobzynski[1]
- 2006 : Alain Jouffroy[1]
- 2007 : Marc Alyn[4]
- 2008 : Claude Vigée[7]
- 2009 : Abdellatif Laâbi[8]

### Années 2010
- 2010 : Guy Goffette[9]
- 2011 : Vénus Khoury-Ghata[10]
- 2012 : Jean-Claude Pirotte[11]
- 2013 : Charles Juliet[12]
- 2014 : Prix non décerné[4]
- 2015 : William Cliff[13]
- 2016 : Le Printemps des Poètes[14]
- 2017 : Franck Venaille[15]
- 2018 : Anise Koltz[16]
- 2019 : Yvon Le Men[17]

### Années 2020
- 2020 : Michel Deguy[18]
- 2021 : Jacques Roubaud[19]
- 2022 : Jean-Michel Maulpoix[20]
- 2023 : Laura Vazquez[21] et Christian Bobin (prix spécial à titre posthume)[22]
- 2024 : Louis-Philippe Dalembert[23]
- 2025 : James Sacré[24]

### Organisation du prix
- Académie Goncourt
- Frères Goncourt
- Adrien Bertrand (le légataire)

### Prix connexes
- Liste de prix littéraires
- Liste de prix littéraires français